# شوني (كولورادو)
شوني (بالإنجليزية: Shawnee, Colorado)‏ هي بلدة تقع في مقاطعة بارك، كولورادو بولاية كولورادو في الولايات المتحدة. تبلغ مساحتها (كم²)، وترتفع عن سطح البحر 2475 م، بلغ عدد سكانها نسمة في عام حسب إحصاء مكتب تعداد الولايات المتحدة .

## وصلات خارجية
- The US50 - Cities and Towns in Colorado State
- Colorado Cities and Towns, Facts, Map, Flag, Colleges, Government, and More